# Leiodes nigrita
Leiodes nigrita é uma espécie de insetos coleópteros polífagos pertencente à família Leiodidae.
A autoridade científica da espécie é Schmidt, tendo sido descrita no ano de 1841.
Trata-se de uma espécie presente no território português.